# La Liga de 1958–59
A La Liga de 1958–59 foi a 28º edição da Primeira Divisão da Espanha de futebol. Com 16 participantes, o campeão foi o FC Barcelona.

## Classificação final
| Pos | Equipe             | J  | V  | E  | D  | GM | GS | SD  | Pts |
| --- | ------------------ | -- | -- | -- | -- | -- | -- | --- | --- |
| 1   | CF Barcelona       | 30 | 24 | 3  | 3  | 96 | 26 | 70  | 51  |
| 2   | Real Madrid        | 30 | 21 | 5  | 4  | 89 | 29 | 60  | 47  |
| 3   | Atlético de Bilbao | 30 | 17 | 2  | 11 | 72 | 33 | 39  | 36  |
| 4   | Valencia CF        | 30 | 13 | 7  | 10 | 47 | 41 | 6   | 33  |
| 5   | Atlético de Madrid | 30 | 13 | 6  | 11 | 58 | 48 | 10  | 32  |
| 6   | Real Betis         | 30 | 14 | 4  | 12 | 54 | 53 | 1   | 32  |
| 7   | RCD Español        | 30 | 11 | 7  | 12 | 42 | 45 | -3  | 29  |
| 8   | CA Osasuna         | 30 | 12 | 4  | 14 | 44 | 59 | -15 | 28  |
| 9   | Real Zaragoza      | 30 | 12 | 4  | 14 | 47 | 60 | -13 | 28  |
| 10  | Real Sociedad      | 30 | 9  | 10 | 11 | 32 | 33 | -1  | 28  |
| 11  | Real Oviedo        | 30 | 11 | 5  | 14 | 31 | 49 | -18 | 27  |
| 12  | Sevilla CF         | 30 | 12 | 2  | 16 | 44 | 58 | -14 | 26  |
| 13  | Granada CF         | 30 | 11 | 4  | 15 | 30 | 43 | -13 | 26  |
| 14  | UD Las Palmas      | 30 | 10 | 4  | 16 | 43 | 69 | -26 | 24  |
| 15  | Real Gijón         | 30 | 7  | 6  | 17 | 25 | 70 | -45 | 20  |
| 16  | Celta de Vigo      | 30 | 4  | 5  | 21 | 21 | 59 | -38 | 13  |

|  | Classificado para la Liga dos Campeões da UEFA      |
|  | Classificado para a permanência na Primera División |
|  | Descenso a Segunda División                         |

## Artilheiros
| Pos | Jogadore           | Clube           | Gols |
| --- | ------------------ | --------------- | ---- |
| 1   | Alfredo Di Stéfano | Real Madrid     | 23   |
| 2   | Ferenc Puskás      | Real Madrid     | 21   |
| 3   | Evaristo de Macedo | Barcelona       | 20   |
| 4   | Justo Tejada       | Barcelona       | 19   |
| 5   | Vavá               | Atlético Madrid | 16   |
| 6   | Antoniet           | Sevilla FC      | 15   |